# Грот (группа)
«ГРОТ» — российская рэп-группа из Омска, в которую входят Матвей Рябов, Виталий Евсеев и Дмитрий Геращенко. В начале своей творческой деятельности коллектив больше внимания уделял пропаганде здорового образа жизни. Постепенно исполнители в своих песнях перешли на более философские темы и уделяют внимание таким важным вопросам, как борьба с эгоизмом и равнодушием, развитие духовных ценностей, культурное просвещение и многое другое.

## История
Группа была создана в 2009 году в городе Омске. В мае 2009 года вышел первый мини-альбом под названием «Никто, кроме нас», который принёс группе широкую популярность. В том же году началось сотрудничество с московским лейблом «ЗАСАДА production», созданным участником группы 25/17 Андреем Бледным. В 2010 году был выпущен совместный с группой «25/17» мини-альбом «Сила сопротивления», на презентации которого клуб не вместил всех желающих, после чего было принято решение делать дополнительный концерт. Вскоре вышел сборник «Засада. Всем весна!» и сольный мини-альбом «Вершители судеб». Также в этом году был выпущен альбом ремиксов «Личная Вселенная». В октябре в Москве и Санкт-Петербурге состоялись два больших концерта «ЗАСАДА. Последняя осень», после чего лейбл был закрыт.
Первой работой группы вне лейбла стал совместный мини-альбом «В завтра», созданный при участии D-Man 55 и выпущенный в феврале 2011 года. С 2011 года в состав группы вошёл Матвей Рябов, ставший штатным битмейкером и концертным диджеем группы. В октябре 2011 года вышел в свет альбом «О пути по встречной», в это время группа уже активно гастролировала по России, Украине и Беларуси. В апреле 2012 года выходит мини-альбом «Больше, чем живы». Осенью этого же года, совместно с соратниками из Омска (D-Man’ом 55, Валиумом и группой «M-Town»), они выпускают сборник «Бытовой Героизм». В 2012 году на премии «Stadium RUMA» группа была представлена в номинациях «Лучшая пластинка прошлого года» и «Лучший артист прошлого года». В сентябре 2013 года в свет вышел их второй полноценный альбом «Братья по умолчанию», большинство битов на альбоме принадлежат штатному диджею коллектива, Матвею. В октябре и ноябре 2013 года группа принимала участие в благотворительном концерте фонда «Живи, Малыш». В 2014 году группа отметила свой пятилетний юбилей. К этому событию был приурочен гастрольный фильм «5 лет в эфире», а также мини-альбом «На связи», который вышел в сентябре 2014 года.
В середине 2015 года музыканты стали участниками лейбла «Respect Production». В октябре 2015 года группа получила премию «Золотая Горгулья» в номинации «Хип-хоп-исполнитель». 12 ноября 2015 года группа выпустила свой третий студийный альбом «Земляне».
В 2016 году вышли два EP. 1 сентября совместный с 25/17 «Солнцу навстречу», а 4 ноября собственный «Дети-Маугли», целиком записанный на музыку девушки-продюсера из Омска, Екатерины Бардыш. В 2017 году Екатерина Бардыш становится полноценной участницей группы, берёт на себя музыкальную часть и вокальные партии, в ноябре этого же года выходит четвёртый полноформатный альбом «Ледокол „Вега“». В 2018 году Екатерина Бардыш покидает группу. 19 ноября 2021 года группа выпускает альбом «Узники горизонта» с участием Басты, Horus и группы Слот.

## Дискография

### Студийные альбомы
- 2011 — «О пути по встречной»
- 2013 — «Братья по умолчанию»
- 2015 — «Земляне»
- 2017 — «Ледокол „Вега“»
- 2020 —  «Ремесло»

### Мини-альбомы
- 2009 — «Никто, кроме нас»
- 2010 — «Сила сопротивления» (при участии «25/17»; в рамках проекта «2Г5Р1О7Т»)
- 2010 — «Вершители судеб»
- 2010 — «Личная Вселенная»
- 2011 — «В завтра» (при участии D-Man 55; в рамках проекта «ГРОТ 55»)
- 2012 — «Больше, чем живы»
- 2014 — «На связи»
- 2016 — «Солнцу навстречу» (при участии «25/17»)
- 2016 — «Дети-Маугли»
- 2017 — «Клавиши» (акустические версии старых песен и сольная песня Екатерины Бардыш)
- 2019 — «Акустика» (акустические версии старых песен и сольная песня Лены Август)
- 2020 — «Акустика, ч.2»
- 2021 —  «Узники горизонта»

### Проморелизы и сборники
- 2010 — «Засада. Всем весна!» (при участии «25/17», «Идефикс», D-Man 55, Ганза и Джонни)
- 2012 — «Бытовой Героизм» при участии D-Man 55, Валиум и «M-Town»)
- 2018 — «Лучшее»

### Клипы
- 2010 — «Одна минута»
- 2011 — «Иду на тепло»
- 2012 — «Сбыться»
- 2013 — «Зеркальный век»
- 2013 — «Проводник»
- 2014 — «Бумажные крылья»
- 2015 — «Маяк» (при участии Ольги Маркес)
- 2015 — «Природа права»
- 2016 — «Время или ты»
- 2016 — «Земляне»
- 2016 — «Солнцу навстречу» (при участии «25/17»)
- 2016 — «Бесконечная» (при участии Влади)
- 2016 — «Новости»
- 2017 — «Лиза»
- 2018 — «Обитатели рая»
- 2019 — «Страна Перекрестков»

### Фильмы
- 2012 — «Цепь замкнута»
- 2015 — «5 лет в эфире»